# Arabsat-6A
Arabsat-6A ist ein kommerzieller Kommunikationssatellit des saudi-arabischen Betreibers Arabsat. Er wurde am 12. April 2019 (MESZ) von dem Raumfahrtunternehmen SpaceX mit einer Falcon Heavy gestartet und erreichte Ende April 2019 seine geostationäre Umlaufbahn bei 30,5° Ost. Nach Inbetriebnahme soll er Fernsehen, Internet und Telefonie im Mittleren Osten, Nordafrika und Südafrika sowie in Europa bereitstellen.

## Vorbereitung und Start
Im April 2015 beauftragte Arabsat den Rüstungs-, Luft- und Raumfahrtkonzern Lockheed Martin mit dem Bau zweier Satelliten: Arabsat-6A und Hellas Sat 4/SaudiGeoSat-1. Der Start von Arabsat-6A sollte 2018 mit einer Falcon Heavy erfolgen. Die Rakete war zum Zeitpunkt der Auftragsvergabe noch in Entwicklung und absolvierte ihren ersten Flug nach zahlreichen Verzögerungen erst im Februar 2018. Im selben Monat wurde die Endmontage von Arabsat-6A abgeschlossen.
Der Satellit startete schließlich nach fünf Terminverschiebungen am 12. April 2019 um 00:35 Uhr (MESZ). Es kam ein neues Falcon-Heavy-Exemplar der Version „Block 5“ zum Einsatz, die um 10 % schubstärker ist als der 2018 geflogene Prototyp. Die Leistungsreserven der Falcon Heavy ermöglichten sowohl eine Landung aller drei Raketenbooster als auch einen besonders hohen geostationären Transferorbit mit einem Apogäum von etwa 90.000 Kilometern. Dieser verringert die benötigte Zeit und Energie für das Einschwenken des Satelliten auf die geostationäre Umlaufbahn und schont dadurch seine Treibstoffreserven.
Die beiden Seitenbooster der Rakete wurden im Juni 2019 für die militärische Testmission STP-2 wiederverwendet. Die Erststufe kippte hingegen beim Rücktransport nach Cape Canaveral auf einem SpaceX-Drohnenschiff um und wurde dabei irreparabel beschädigt. Die Nutzlastverkleidung des Arabsat-6A-Flugs wurde aus dem Meer geborgen und als Novum in der Raumfahrt bei einem Starlink-Satellitenstart im November 2019 wiederverwendet.

## Technik
Wie sein Schwestersatellit HellasSat 4/SaudiGeoSat 1 basiert Arabsat-6A auf dem LM2100-Satellitenbus von Lockheed Martin, einer Weiterentwicklung des A2100. Er verfügt über zwei Solarmodule, die eine elektrische Nominalleistung von insgesamt 20 kW bereitstellen. Anders als beim A2100 sind die Module aus einem flexiblen Material gefertigt und werden nach dem Start nicht ausgeklappt, sondern entfaltet. Das macht sie um 30 % leichter. Weitere Neuerungen sind regelbare Antennen und eine neue Avionik.
Die Signalausstrahlung des Satelliten erfolgt im Ku- und Ka-Band.